# Carrie Grant
Caroline Vanessa "Carrie" Grant (née Gris, nació el 17 de agosto de 1965) es una entrenadora vocal británica,  conductora de televisión, y  cantante de estudio.

## Carrera
Es conocida por su trabajo en la televisión en concursos de talentos de la Fama de la Academia,Alivio Cómico que Hace la Fama de la Academia, el Ídolo del Pop, y la de los niños de la serie de televisión de Carrie y David Popshop, junto con su esposo y colega David Grant. Ella es también entrenadora personal de voz a muchas estrellas del pop.
Se volvió famosa como cantante con el grupo de pop Sweet Dreams en 1983, cuando representaron al Reino Unido en el Festival de la Canción de Eurovisión 1983  con la canción "I'm Never Giving Up".
En 2009, Grant apareció en el décimo episodio de la segunda serie de Total Wipeout.
Desde  2010, ha sido  reportera en la revista televisiva de  BBC One  The One Show.
En 2012, salió en el documental de ITV, La Historia de The Talent Show Story donde habló sobre sus épocas de jueza y entrenadora.
En mayo de 2014, se anunció que Grant sería la directora del jurado nacional del Reino Unido en el Festival de la canción de Eurovisión 2014.
En enero de 2018, Grant participó en "And They're Off! para ayudar a Sport Relief.

## Vida personal
Tuvo cuatro hijos con su marido David, Olivia, Talia, Imogen y Nathan, dos de sus hijas son autistas. Olivia representó a Alice en la quinta serie de La Historia de Tracy Cubilete y tuvo un rol pequeño en EastEnders. A continuación tuvo la parte de Mia Stone en el programa de CBBC Investigaciones de Luna Media. Talia también empezó recientemente su carrera como actriz uniéndose al reparto de Hollyoaks como Brooke.
Grant ha sufrido la enfermedad de Crohn desde la edad de 18 y ha sido alabada por Sense about Science una organización caritativa sobre educación en ciencia por sus esfuerzos en levantar el perfil de la enfermedad sin hacer ningún tipo de reclamo insolvente sobre las terapias disponibles.
Es una seguidora del Partido Laborista y dirigió su conferencia en 2012, aproximadamente por qué prefiere el Servicio Nacional de Salud.